# Избранный президент США
Избранный президент США (англ. President-elect of the United States, дословно — «избранный президентом США») — будущий президент в отрезок времени между избранием в начале ноября и 12 часами дня по восточному североамериканскому времени в день инаугурации 20 января. Поскольку выборы в США непрямые (выборщики голосуют только в декабре), избранным президентом начинают называть кандидата, который со всей очевидностью победит, ещё до того, как он избран официально.
Президент США формально избирается в первый понедельник после второй среды декабря каждые четыре года на заседании Коллегии выборщиков (фактически это 51 раздельное заседание выборщиков в каждом штате и округе Колумбия). С этого времени он считается официально избранным президентом, а 20 января следующего года, согласно Двадцатой поправке к Конституции США, вступает в должность автоматически с истечением срока полномочий предшественника в 12:00 дня (до 1937 года этот период был гораздо дольше — до 4 марта). Вступление в должность сопровождается процедурой инаугурации с принятием присяги, но обязательным юридическим условием для начала срока присяга не является (см. Закари Тейлор).
Фактически личность нового президента определяется после всенародного голосования, которое распределяет голоса выборщиков (в первый вторник после первого понедельника ноября). Между всенародным голосованием и коллегией выборщиков (то есть, на протяжении 41 дня) кандидат, победивший на всенародном голосовании, называется избранным президентом. То же верно и для вице-президента США, который избирается с президентом как единая кандидатура.
В случае, если избранный президент умрёт между заседанием коллегии выборщиков и вступлением в должность, в неё, согласно той же Двадцатой поправке, сразу же вступает избранный вместе с ним вице-президент. В случае, если избранный президент умрёт между всенародным голосованием и заседанием коллегии выборщиков, последняя вправе избрать на пост президента страны другое лицо. До настоящего времени таких случаев не было. 15 февраля 1933 года, всего через несколько дней после принятия Двадцатой поправки, было совершено покушение на Франклина Рузвельта в то время, как он был избранным президентом, а срок Герберта Гувера ещё не закончился, но Рузвельт не пострадал. В 1872 году до заседания коллегии выборщиков умер проигравший кандидат Хорас Грили (победил Улисс Грант).
Избранный президент, начиная со всенародного голосования, постепенно формирует свою администрацию. Он вводится уходящим президентом (которого называют «хромой уткой») в курс государственных дел и уже может неофициально влиять на многие решения. Администрация уходящего президента обязана обеспечивать доступ к государственной документации избранному президенту по его требованию.

## Список избранных президентов США
| №  | Президент                | Дата выборов         | Дата начала президентского срока | Партийная принадлежность |
| -- | ------------------------ | -------------------- | -------------------------------- | ------------------------ |
| 1  | Джордж Вашингтон         | 6 апреля 1789 года   | 30 апреля 1789 года              | Беспартийный             |
| 2  | Джон Адамс               | Декабрь 1796 года    | 4 марта 1797 года                | Федералист               |
| 3  | Томас Джефферсон         | 17 февраля 1801 года | 4 марта 1801 года                | Демократ-республиканец   |
| 4  | Джеймс Мэдисон           | Декабрь 1808 года    | 4 марта 1809 года                | Демократ-республиканец   |
| 5  | Джеймс Монро             | Декабрь 1816 года    | 4 марта 1817 года                | Демократ-республиканец   |
| 6  | Джон Куинси Адамс        | 9 февраля 1825 года  | 4 марта 1825 года                | Демократ-республиканец   |
| 7  | Эндрю Джексон            | 3 декабря 1828 года  | 4 марта 1829 года                | Демократ                 |
| 8  | Мартин Ван Бюрен         | 7 декабря 1836 года  | 4 марта 1837 года                | Демократ                 |
| 9  | Уильям Генри Гаррисон    | 2 декабря 1840 года  | 4 марта 1841 года                | Виг                      |
| 10 | Джеймс Полк              | 4 декабря 1844 года  | 4 марта 1845 года                | Демократ                 |
| 11 | Закари Тейлор            | 7 ноября 1848 года   | 4 марта 1849 года                | Виг                      |
| 12 | Франклин Пирс            | 2 ноября 1852 года   | 4 марта 1853 года                | Демократ                 |
| 13 | Джеймс Бьюкенен          | 4 ноября 1856 года   | 4 марта 1857 года                | Демократ                 |
| 14 | Авраам Линкольн          | 6 ноября 1860 года   | 4 марта 1861 года                | Республиканец            |
| 15 | Улисс Грант              | 3 ноября 1868 года   | 4 марта 1869 года                | Республиканец            |
| 16 | Ратерфорд Хейс           | 2 марта 1877 года    | 4 марта 1877 года                | Республиканец            |
| 17 | Джеймс Гарфилд           | 2 ноября 1880 года   | 4 марта 1881 года                | Республиканец            |
| 18 | Гровер Кливленд          | 4 ноября 1884 года   | 4 марта 1885 года                | Демократ                 |
| 19 | Бенджамин Гаррисон       | 6 ноября 1888 года   | 4 марта 1889 года                | Республиканец            |
| 20 | Гровер Кливленд          | 8 ноября 1892 года   | 4 марта 1893 года                | Демократ                 |
| 21 | Уильям Мак-Кинли         | 3 ноября 1896 года   | 4 марта 1897 года                | Республиканец            |
| 22 | Теодор Рузвельт          | 8 ноября 1904 года   | 4 марта 1905 года                | Республиканец            |
| 23 | Уильям Тафт              | 3 ноября 1908 года   | 4 марта 1909 года                | Республиканец            |
| 24 | Вудро Вильсон            | 5 ноября 1912 года   | 4 марта 1913 года                | Демократ                 |
| 25 | Уоррен Гардинг           | 2 ноября 1920 года   | 4 марта 1921 года                | Республиканец            |
| 26 | Герберт Гувер            | 6 ноября 1928 года   | 4 марта 1929 года                | Республиканец            |
| 27 | Франклин Рузвельт        | 8 ноября 1932 года   | 4 марта 1933 года                | Демократ                 |
| 28 | Гарри Трумэн             | 2 ноября 1948 года   | 20 января 1949 года              | Демократ                 |
| 29 | Дуайт Эйзенхауэр         | 4 ноября 1952 года   | 20 января 1953 года              | Республиканец            |
| 30 | Джон Кеннеди             | 9 ноября 1960 года   | 20 января 1961 года              | Демократ                 |
| 31 | Ричард Никсон            | 5 ноября 1968 года   | 20 января 1969 года              | Республиканец            |
| 32 | Джимми Картер            | 2 ноября 1976 года   | 20 января 1977 года              | Демократ                 |
| 33 | Рональд Рейган           | 4 ноября 1980 года   | 20 января 1981 года              | Республиканец            |
| 34 | Джордж Герберт Уокер Буш | 8 ноября 1988 года   | 20 января 1989 года              | Республиканец            |
| 35 | Билл Клинтон             | 3 ноября 1992 года   | 20 января 1993 года              | Демократ                 |
| 36 | Джордж Уокер Буш         | 7 ноября 2000 года   | 20 января 2001 года              | Республиканец            |
| 37 | Барак Обама              | 4 ноября 2008 года   | 20 января 2009 года              | Демократ                 |
| 38 | Дональд Трамп            | 8 ноября 2016 года   | 20 января 2017 года              | Республиканец            |
| 39 | Джозеф Байден            | 3 ноября 2020 года   | 20 января 2021 года              | Демократ                 |
| 40 | Дональд Трамп            | 5 ноября 2024 года   | 20 января 2025 года              | Республиканец            |

## В культуре
- Иосиф Бродский в 1992 году написал стихотворение To the President-elect, адресованное Биллу Клинтону[4][5].